# Pnicur

Posició del grup del nitrogen a la taula periòdica

Un pnicur és un element químic del grup 15 de la taula periòdica o grup del nitrogen. Conté els sis elements químics amb configuració electrònica ns² np³, que són: nitrogen (N), fòsfor (P), arsènic (As), antimoni (Sb), bismut (Bi) i moscovi (Ms), que pertanyen als períodes de la taula periòdica del 2 al 7, amb el mateix ordre.
| Grup    | 15     |
| Període |        |
| 2       | 7 N    |
| 3       | 15 P   |
| 4       | 33 As  |
| 5       | 51 Sb  |
| 6       | 83 Bi  |
| 7       | 115 Mc |

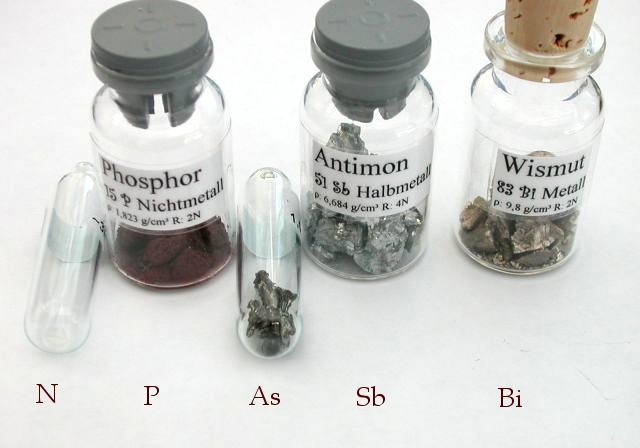
Mostres dels pnicurs naturals

L'origen i etimologia dels termes pnicur i pnicogen es remunten a un suggeriment del químic holandès Anton Eduard van Arkel (1893–1976) a principis dels anys cinquanta. Els mots es deriven de l'arrel grega πνίγειν, pnikta, 'coses sufocants', en al·lusió al nom alemany de nitrogen, Stickstoff o 'substància sufocant'. Els termes signifiquen, doncs, vagament 'productor de sufoc'.
Tot i que els sis elements junts representen menys d’un 0,2 % en pes de l'escorça terrestre, els elements nitrogen i fòsfor constitueixen un 2,4 i un 0,9 %, respectivament, del pes total del cos humà.
Aquests elements es caracteritzen per tenir cinc electrons en el darrer nivell (capa de valència), dos dels quals en una capa tancada s, i tres de desaparellats en una capa p (estructura electrònica {\displaystyle {\ce {ns^2np^3}}}), que en determinen les propietats químiques. Els pnicurs solen ser molt estables, ja que formen enllaços covalents dobles o triples. Els darrers anys han estat focus d'interès en la producció de materials que presenten superconductivitat d'alta temperatura crítica.

## Elements

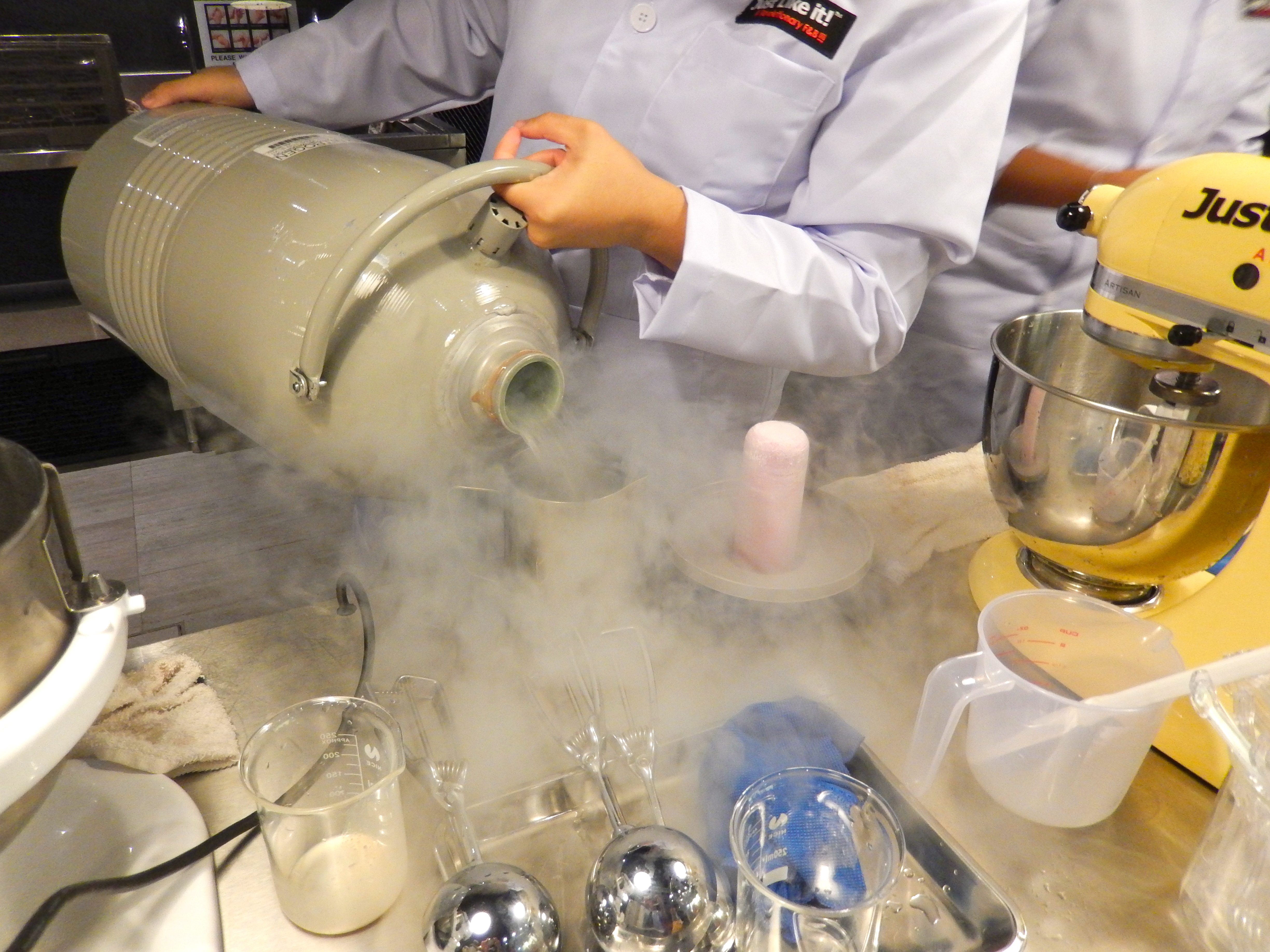
Abocant nitrogen líquid

Els pnicurs tenen, potser, el rang més ampli en estat físic de qualsevol grup de la taula periòdica. El nitrogen, per exemple, és un gas que es liqua a uns –200 °C i es congela al voltant de –210 °C, mentre que el bismut és una fusió sòlida a 271 °C i que bull a uns 1 560 °C. Químicament, també el rang de propietats és ample, el nitrogen i el fòsfor són els no-metalls típics; arsènic i antimoni, metal·loides; i el bismut, un metall.

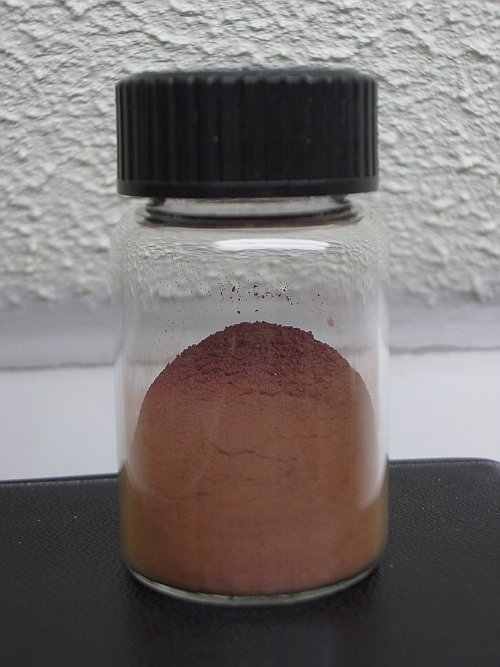
Pols de fòsfor vermell

L'aparença d'aquests elements presenten una gran varietat. El nitrogen és incolor tant com a gas com com a líquid. El fòsfor existeix en una varietat de formes al·lotròpiques, inclosa la coneguda forma blanca molt reactiva que s’ha d’emmagatzemar sota l’aigua per evitar que s’encengui a l’aire; la forma vermella o violeta molt menys reactiva; i una modificació en negre que, encara que menys coneguda, sembla ser la més estable de totes. L’arsènic existeix principalment com un sòlid metàl·lic gris opac, però també es coneix una forma sòlida de color groc més reactiu i hi ha indicis que existeixen altres formes en determinades condicions. L’antimoni és un sòlid platejat, d’aparença metàl·lica, però una mica trencadís; i el bismut és un metall blanc platejat amb un rastre de color rosa en el seu lluentor.
Juntament amb el carboni, l’hidrogen, l’oxigen i el sofre, els dos primers membres d’aquest grup, el nitrogen i el fòsfor, són els principals elements químics incorporats als sistemes vius. El nitrogen i el fòsfor s’eliminen fàcilment del sòl gràcies al creixement de les plantes i, per tant, són components immensament importants dels aliments vegetals. Denominacions com "5-10-5" en fertilitzants comercials representen la composició percentual en pes respectiva del material en termes de nitrogen, pentaòxid de difòsfor i òxid de potassi (el potassi és el tercer element principal necessari per a un creixement saludable de les plantes). El nitrogen dels fertilitzants pot presentar-se en forma de nitrats de sodi o potassi, amoníac, sals d’amoni o diverses combinacions orgàniques. El fòsfor es subministra principalment com a fosfat inorgànic.

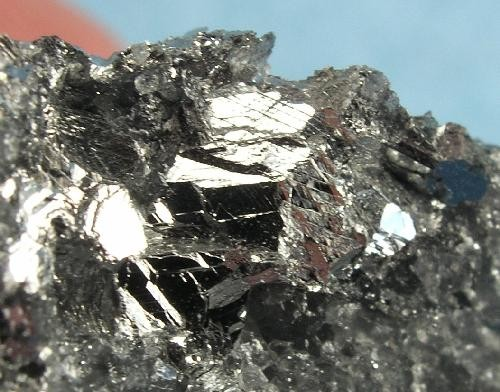
Antimoni

Aquests mateixos elements, nitrogen i fòsfor, també es poden utilitzar de maneres menys útils per a l’home. Els explosius de la guerra convencional depenen en gran manera del seu contingut en compostos de nitrogen, i els gasos nerviosos mortals estan formats per compostos orgànics de fòsfor. D’altra banda, l’arsènic, que és famós per la seva toxicitat, és molt útil a l’agricultura, on els seus compostos ajuden a controlar les plagues insectes nocives. L’antimoni i el bismut s’utilitzen principalment en aliatges metàl·lics, ja que imparteixen propietats úniques i desitjables a aquests aliatges.

## Propietats

### Configuracions electròniques
A la taula periòdica, els elements del grup de nitrogen ocupen la columna 15. Pel que fa a la configuració electrònica dels seus àtoms, cada element del grup de nitrogen posseeix una capa externa de cinc electrons que ocupen completament un orbital s extern (amb dos electrons) i aporten un electró a cadascun dels tres orbitals externs p, és a dir ns2 np³. La disposició dels electrons externs en els àtoms dels elements de nitrogen proporciona així tres orbitals externs mig omplerts que, mitjançant la interacció amb els orbitals mig omplerts dels àtoms d'altres elements, poden formar tres enllaços covalents. Els altres àtoms poden atraure els electrons compartits amb més o menys força que els àtoms del grup nitrogen; per tant, aquest últim pot adquirir càrregues positives o negatives i existir en estats d’oxidació de +3 o −3 en els seus compostos. En aquest sentit, els elements nitrogenats són semblants.

Model de la molècula d'amoníac on s'observen els tres enllaços que forma el nitrogen amb els hidrògens i el parell solitari superior.

Una altra semblança entre els pnicurs és l'existència d'un parell d'electrons no compartit, o solitari, que queda després que s'hagin format els tres enllaços covalents, o el seu equivalent. Aquest parell solitari permet que la molècula actuï com a donant de parells d’electrons en la formació de compostos i complexos d’addició molecular. Per exemple, l'amoníac pot enllaçar-se a un catió hidrogen i formar el catió amoni:
La disponibilitat del parell solitari depèn de diversos factors, com ara la mida relativa de l'àtom, la seva càrrega parcial a la molècula, les característiques espacials d'altres grups de la molècula i el fenomen encara poc entès anomenat efecte del "parell no-enllaçant". Aquest efecte consisteix en una tendència que els electrons s aparellats a la capa més externa dels àtoms més pesats d’un grup major siguin químicament poc reactius. A causa d’això, la capacitat de donar parells d’electrons dels elements del grup nitrogen no és uniforme a tot el grup; probablement és més gran amb el nitrogen, menys amb els elements intermedis i inexistent amb el bismut.

### Variacions de la capacitat d'unió
També es produeixen diferències significatives en les configuracions electròniques entre els elements del grup nitrogenat tant pel que fa a la capa subjacent com als orbitals externs. Atès que aquests darrers apareixen per primera vegada amb el tercer període de la taula, estan presents en tots els elements del grup, excepte en el nitrogen. Per tant, existeix la possibilitat d’utilitzar aquests orbitals externs per enllaçar per al fòsfor, l’arsènic, l’antimoni i el bismut, però no per al nitrogen.

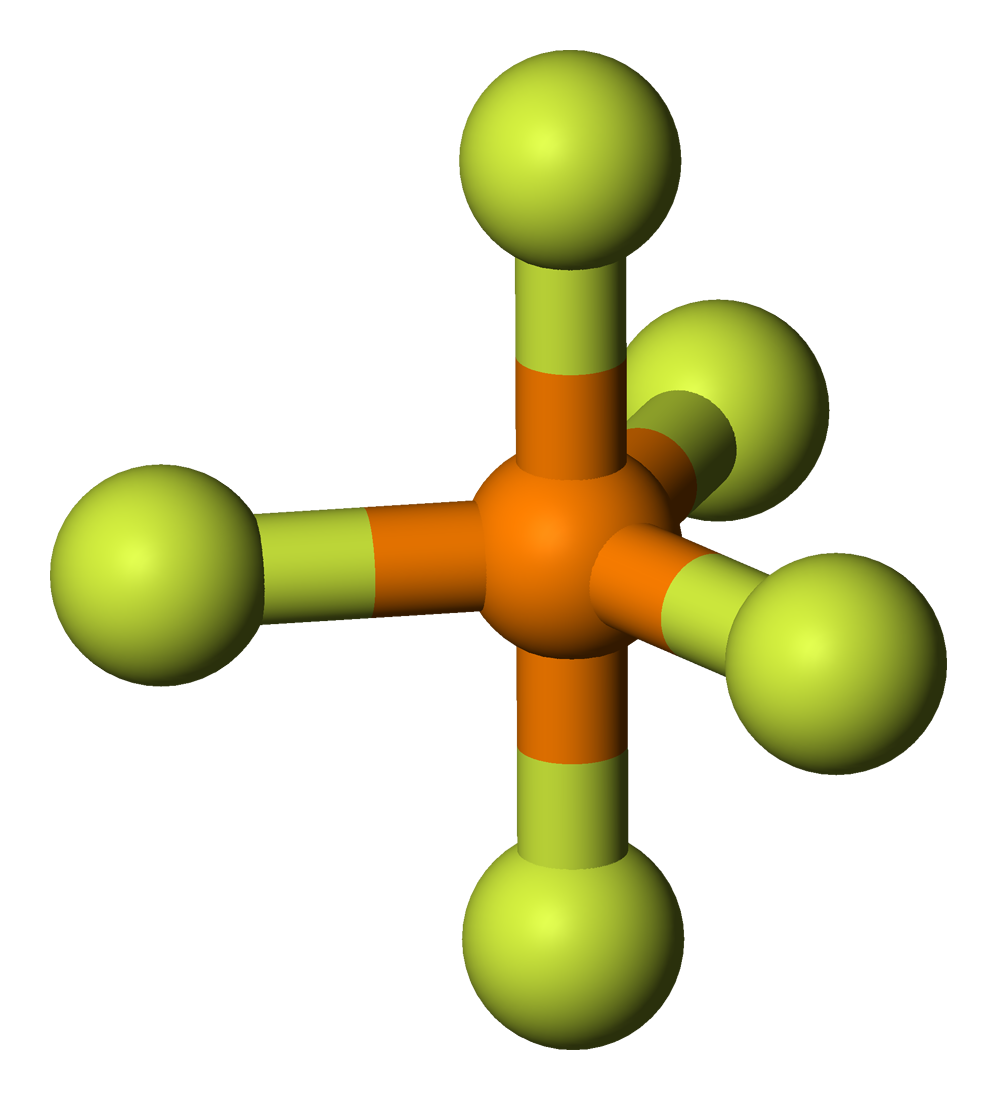
Model de molècula de pentafluorur de fòsfor PF5

Hi ha tres maneres principals en què es poden utilitzar els orbitals externs per augmentar el nombre d'enllaços o ampliar l'octet de valència:
- Una és proporcionar un espai al qual es pot promoure un dels electrons. Això crea dos orbitals mig emplenats addicionals (un orbital d i un s) i, per tant, genera la capacitat de formar dos enllaços covalents addicionals. Això s’exemplifica amb el pentafluorur de fòsfor, {\displaystyle {\ce {PF5}}}, obtingut per una fluoració addicional del trifluorur de fòsfor, {\displaystyle {\ce {PF3}}}. Aquesta promoció sembla estar fortament ajudada per l’augment de l'estabilitat de l'orbital d extern que resulta de la retirada de part de l'electró de cribratge i de l’increment corresponent de la càrrega nuclear efectiva de l’àtom central. A {\displaystyle {\ce {PF5}}}, per exemple, els àtoms de fluor, que són molt més electronegatius que l’àtom de fòsfor, extreuen una porció dels electrons de fòsfor, deixant els orbitals externs més exposats al nucli de fòsfor i, per tant, més estables.[5]
- Una segona forma en què els orbitals externs poden implicar-se en l'enllaç és que es converteixen en prou estables per atreure un sol parell d’electrons d’un donant. Per exemple, {\displaystyle {\ce {PF5}}} pot servir com a acceptor de parells d’electrons a través d’un orbital d exterior per coordinar un donador d’anions fluor i formar l’ió complex {\displaystyle {\ce {PF6-}}}.[5]
- Una tercera manera d’implicar orbitals d en l'enllaç consisteix a ocupar-los parcialment a l’hora d’acomodar electrons de parell solitari d’un altre àtom, que ja està unit per un únic enllaç, reforçant així l'enllaç. Els oxialurs de fòsfor, de fórmula general {\displaystyle {\ce {POX3}}}, semblen ser-ne exemples; s'observa que els seus enllaços fòsfor-oxigen són més curts i forts del que s'esperava per als enllaços simples ordinaris.[5]

Per tant, és possible que un àtom de fòsfor, arsènic, antimoni o bismut ampliï el seu octet de valència per formar cinc enllaços covalents i un enllaç covalent coordinat. Això no és possible per al nitrogen, que presenta un nombre màxim de coordinació de quatre: tres enllaços covalents simples i un enllaç covalent coordinat amb el nitrogen que actua com a donant (a través del seu parell solitari). No obstant això, l'estat d'oxidació +5 és aplicable formalment al nitrogen, de manera que es pot trobar nitrogen, fòsfor, arsènic, antimonis i bismut en aquest estat. No obstant això, quan s’estudien compostos en estat d’oxidació +5, s’observa que les seves propietats no presenten una tendència uniforme dins del grup. Més aviat s’observa un cert grau d’alternança, els estats +5 de nitrogen, arsènic i bismut apareixen menys estables i s’oxiden més fortament que els corresponents estats de fòsfor i antimoni. En part, aquesta alternança pot trobar explicacions en les diferències electròniques entre els àtoms respecte a les seves closques subjacents. El nombre d’electrons de la closca just per sota del nivell més exterior és de dos per al nitrogen, vuit per al fòsfor i 18 per a l’arsènic, l’antimoni i el bismut.
Augmentar la càrrega nuclear en 18 de fòsfor a arsènic pot anar acompanyat d’un blindatge incomplet d’aquesta càrrega addicional per part dels deu electrons 3d també afegits. Això implicaria una mida més petita i una major electronegativitat per a l'arsènic que per al fòsfor i, per tant, una major similitud entre els àtoms de fòsfor i antimoni. Aquest tema, però, encara és controvertit i l'escala àmpliament utilitzada d’electronegativitats ideada per Linus C. Pauling no fa aquesta distinció.

Estructura de Lewis de la molècula de dinitrogen

Una anomalia interessant es presenta pel fet que el nitrogen com a element lliure es presenta en forma de molècules diatòmiques gasoses {\displaystyle {\ce {N2}}}, mentre que els elements immediatament anteriors al període de la taula són sòlids, igual que els altres elements del seu grup. En estudiar els elements del segon període, la diferència més evident d’estructura atòmica que es troba en arribar al nitrogen és l’aparició per primera vegada en compostos de l'element d’un parell solitari d’electrons que no s’utilitzen per enllaçar amb altres àtoms. Els càlculs suggereixen que la presència d’aquest parell solitari d’electrons s’associa a un debilitament considerable dels enllaços individuals de nitrogen a nitrogen en compostos on es produeixen aquests enllaços. No obstant això, a la molècula de nitrogen diatòmic, l'enllaç és d’una varietat diferent: es troben enllaços triples entre els àtoms. Es creu que el triple enllaç no es veu afectat (no es pot afeblir) pels parells solitaris d’electrons dels àtoms de nitrogen, i aquesta se suposa que és la raó per la qual el nitrogen “prefereix” existir com a molècules diatòmiques gasoses enllaçades per triples en lloc de condensar-se individualment polímer sòlid unit.
Es podria esperar que el mateix efecte sigui operable amb la resta d’elements del grup nitrogenat, que també contenen parells d’electrons solitaris a les seves closques més externes. No obstant això, altres càlculs revelen que l'efecte de debilitament de l'enllaç del parell solitari és molt menys acusat amb aquests elements que amb el nitrogen. Com a resultat, amb aquests elements s’afavoreixen els enllaços simples sobre múltiples enllaços i l'estat diatòmic de les molècules no és la forma preferida.

### Electronegativitats relatives
També es podria esperar que l'efecte debilitant del parell solitari s’observés en els compostos dels elements del grup nitrogen. La imatge és més complicada aquí perquè els vincles en discussió es formen entre diferents tipus d’àtoms. Atès que els diferents elements difereixen en electronegativitat, els vincles entre els àtoms de diferents elements són inevitablement polars. A efectes de discussió, es pot suposar que els enllaços polars consisteixen en mescles d'enllaços covalents no polars i enllaços iònics completament polars. Aleshores es pot demostrar que una quantitat relativament petita de caràcter iònic contribuirà a una proporció desproporcionada de la força global de l'enllaç. Com que l'efecte debilitant del parell solitari només es nota a la porció covalent de l'enllaç polar, en lloc de a la porció iònica, els enllaços menys polars presentaran els majors efectes de debilitament del parell solitari.
Aquestes consideracions esdevenen importants per comparar el comportament químic dels elements del grup nitrogen. La mateixa electronegativitat del nitrogen χN = 3,04, encara que inferior a la de l’oxigen χO = 3,44, és substancialment superior a la de qualsevol dels altres elements d’aquest grup (χP = 2,19, χAs = 2,18, χSb = 2,05, χBi = 2,02). Els enllaços entre nitrogen i oxigen, per tant, seran considerablement menys polars que els que hi ha entre oxigen i fòsfor, o oxigen i arsènic, antimoni o bismut. En conseqüència, només per aquest motiu, la contribució covalent a l'energia dels enllaços nitrogen-oxigen serà relativament més important que no pas amb els enllaços entre l'oxigen i els elements més pesats del grup. Per tant, és probable que el debilitament d’un enllaç simple per part del parell solitari —i una tendència corresponent a la multiplicitat d’enllaços— sigui molt més gran amb els òxids de nitrogen que amb els òxids dels elements del grup de nitrogen més pesats.